# Eugen Trică
Eugen Trică est un footballeur international roumain né le 5 août 1976 à Teslui devenu entraineur.

## Palmarès

### Steaua Bucarest
- Champion de Roumanie en 2001.
- Vainqueur de la Supercoupe de Roumanie en 2001.

### Litex Lovetch
- Vainqueur de la Coupe de Bulgarie : 2004.

### CSKA Sofia
- Vainqueur de la Coupe de Bulgarie : 2006.
- Vainqueur de la Supercoupe de Bulgarie : 2006.

### CFR Cluj
- Champion de Roumanie en 2008.
- Vainqueur de la Coupe de Roumanie : 2008.
- Vainqueur de la Supercoupe de Roumanie : 2009.

## liens externes
- Ressources relatives au sport :   - BDFA
  - Eu-football
  - FBref
  - FootballDatabase
  - Kicker
  - Mondefootball
  - National Football Teams
  - Romanian Soccer
  - Soccerway
  - Transfermarkt
  - Transfermarkt (managers)